# Municipio de Veldt
El municipio de Veldt (en inglés: Veldt Township) es un municipio ubicado en el condado de Marshall en el estado estadounidense de Minnesota. En el año 2010 tenía una población de 30 habitantes y una densidad poblacional de 0,33 personas por km².

## Geografía
El municipio de Veldt se encuentra ubicado en las coordenadas 48°24′7″N 95°39′25″O / 48.40194, -95.65694. Según la Oficina del Censo de los Estados Unidos, el municipio tiene una superficie total de 91.88 km², de la cual 91,64 km² corresponden a tierra firme y (0,26 %) 0,24 km² es agua.

## Demografía
Según el censo de 2010, había 30 personas residiendo en el municipio de Veldt. La densidad de población era de 0,33 hab./km². De los 30 habitantes, el municipio de Veldt estaba compuesto por el 100 % blancos. Del total de la población el 0 % eran hispanos o latinos de cualquier raza.